# Minimal Nation
Albums de Robert Hood
Internal Empire
(Tresor, 1994)
Minimal Nation est un double-maxi de Robert Hood paru en 1994 sur le label de Jeff Mills, Axis Records, et réédité en 1999 sur le label M-Plant.
Plusieurs versions plus ou moins incomplètes ont été publiées sur le label Axis Records, certaines contenant des morceaux de Jeff Mills introuvables ailleurs.
Par ses caractéristiques musicales et son titre, c'est ce disque qui a fixé l'appellation de techno minimale.
En 2009, une nouvelle réédition remasterisée de cet album est parue sur le label M-Plant, en deux formats: triple album vinyle sur disques blancs, et CD. Les deux versions comportent en plus des morceaux originaux des titres jusqu'alors inédits officiellement, Self Powered et SH.101, ainsi que le classique Rhythm Of Vision.

## Pistes
| A1. | One Touch       |  |
| A2. | Museum          |  |
| B1. | Ride            |  |
| B2. | Acrylic         |  |
| C1. | Unix            |  |
| C2. | Rhythm          |  |
| D1. | Station Rider E |  |
| D2. | The Pace        |  |

| A1. | One Touch       |  |
| A2. | Museum          |  |
| B1. | Unix            |  |
| B2. | Rhythm          |  |
| C1. | Grey Move       |  |
| C2. | Ride            |  |
| D1. | Station Rider E |  |
| D2. | Sleep Cycles    |  |

| A1. | Touch                       |  |
| A2. | Museum                      |  |
| B1. | SH.101                      |  |
| B2. | Rhythm Of Vision            |  |
| C1. | Unix                        |  |
| C2. | Ride                        |  |
| D1. | Station Rider E             |  |
| D2. | Self Powered                |  |
| E.  | Sleep Cycle                 |  |
| F.  | Rhythm Of Vision (Original) |  |